# Tyskere
Tyskere (tysk die Deutschen) er mennesker af 'tysk oprindelse', eller personer som associerer sig med tysk kultur.
Konceptet tysk har varieret. Traditionelt blev alle tysktalende regnet som tyskere; dette var et langt mere distinkt koncept end 'Tyskland', tyskernes land.
I nogen grad blev tysk også brugt om personer fra det gamle tyske rige, det Tysk-romerske rige. Dette omfattede en stor del af, men ikke hele, det tyske kulturområde.
I det 19. århundrede, efter Napoleonskrigene og det tysk-romerske riges fald, udviklede Østrig og Preussen sig til de ledende to modstridende kræfter indenfor Tyskland, som begge forsøgte at reetablere den delte tyske nation. Preussen lykkedes med dette, og opnåede tilmed at få Bayern med sig ved grundlæggelsen af Det Tyske Kejserrige. Det multi-etniske Habsburgmonarki blev dermed effektivt udelukket fra forsøget på at skabe en tysk nationalstat. Efter den tyske rigsgrundlæggelse fik 'tysk' en ny betydning: Nemlig rigstysk, borger i det tyske rige. Det er i denne sammenhæng tysk oftest bruges i dag.
I historisk kontekst er det også muligt at inkludere østrigere og tyske schweizere som 'tyskere' i den traditionelle betydningen af ordet. Mozart var lige så meget tysker som østriger. Nederlænderne, der taler det plattyske sprog nederlandsk, regnes imidlertid vanligvis ikke længere som tyskere.